# مجلس اليوان التشريعي
مجلس اليوان التشريعي (بالصينية: 立法院) هو الهيئة التشريعية في تايوان، الذي تأسس في 5 ديسمبر 1928، ويتكون من 113، و225  مقعداً، يقع المقر الرئيسي له في تايبيه، وتبلغ عدد دوائره الانتخابية 73 دائرة.

## معرض صور

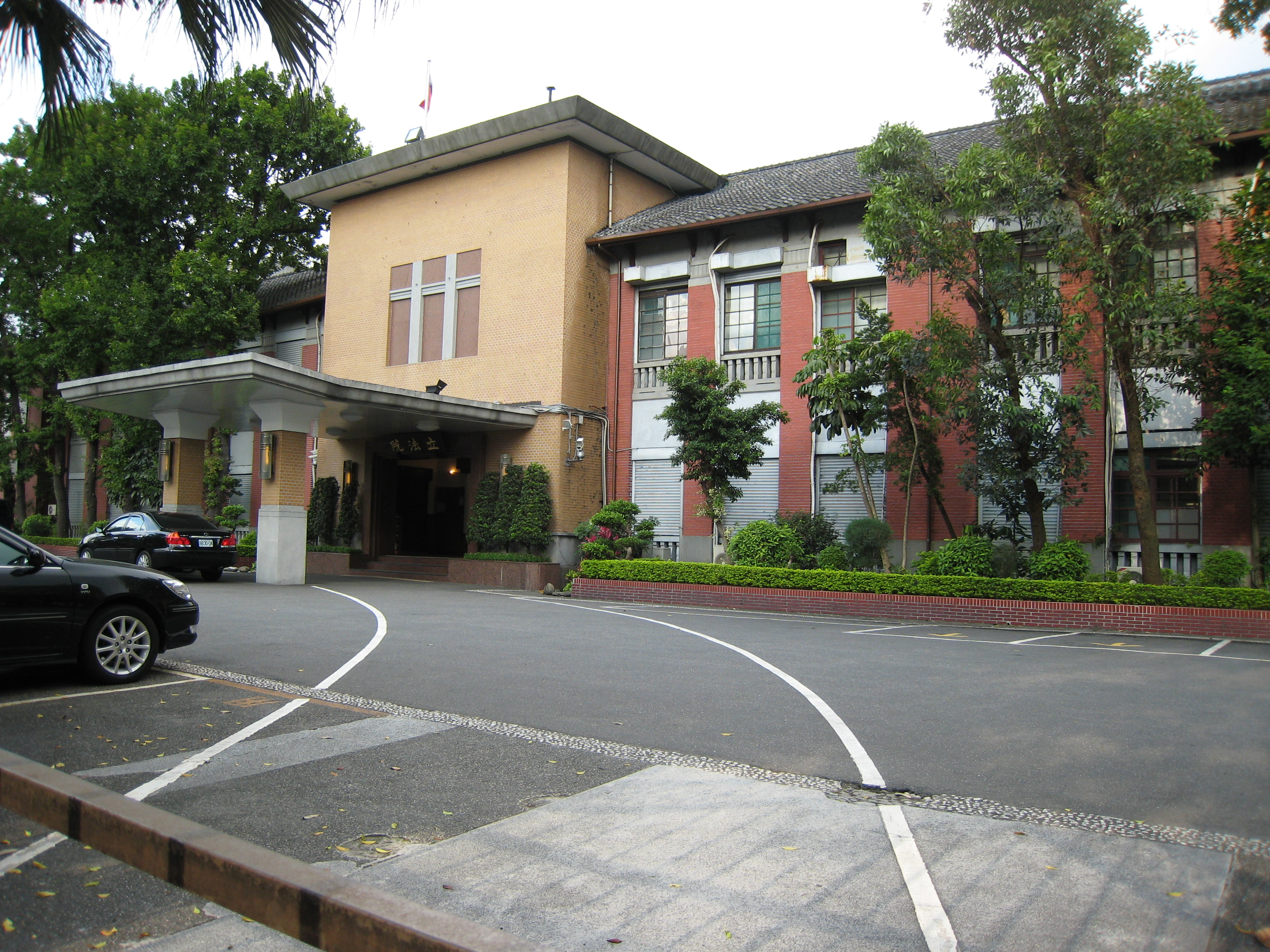
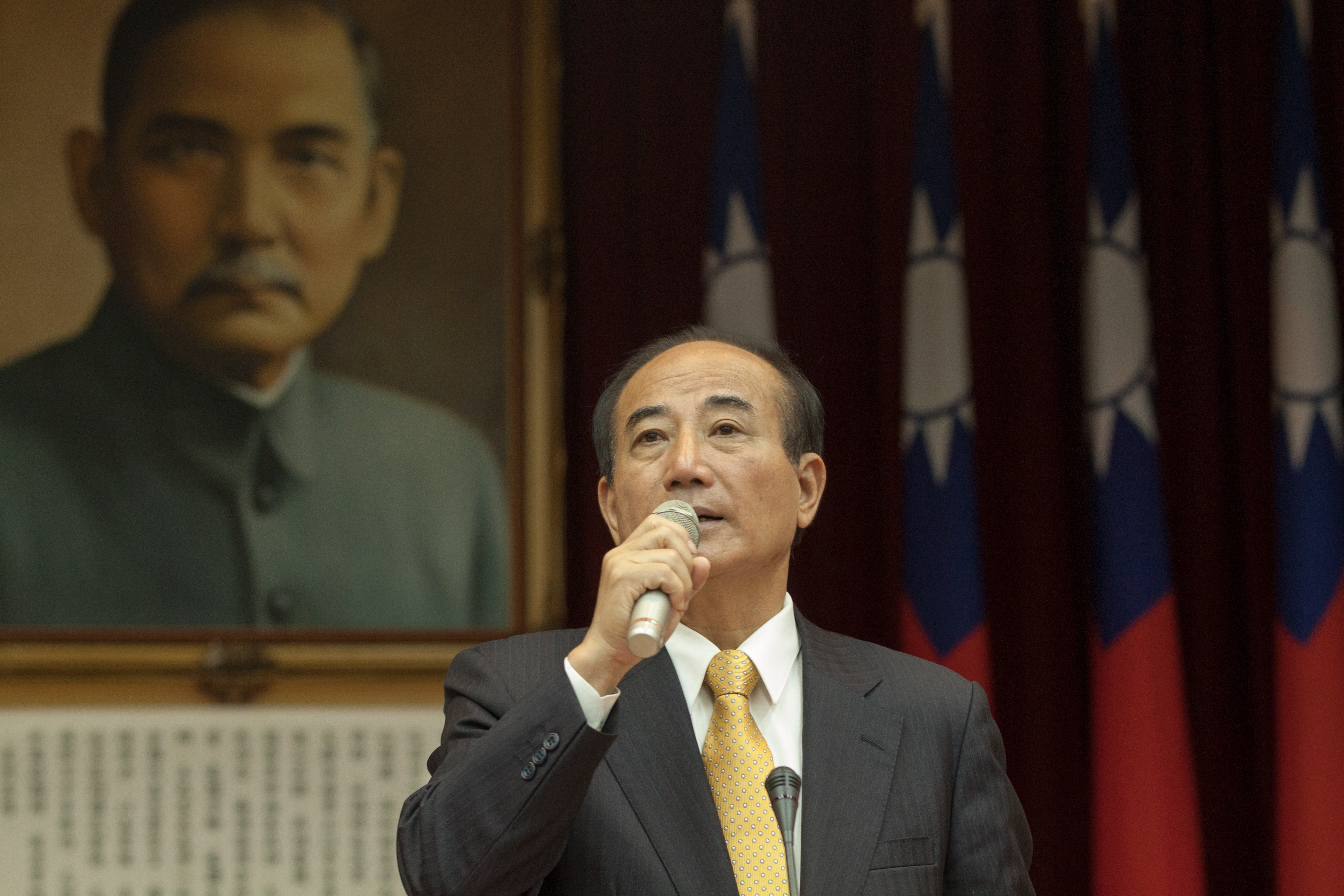
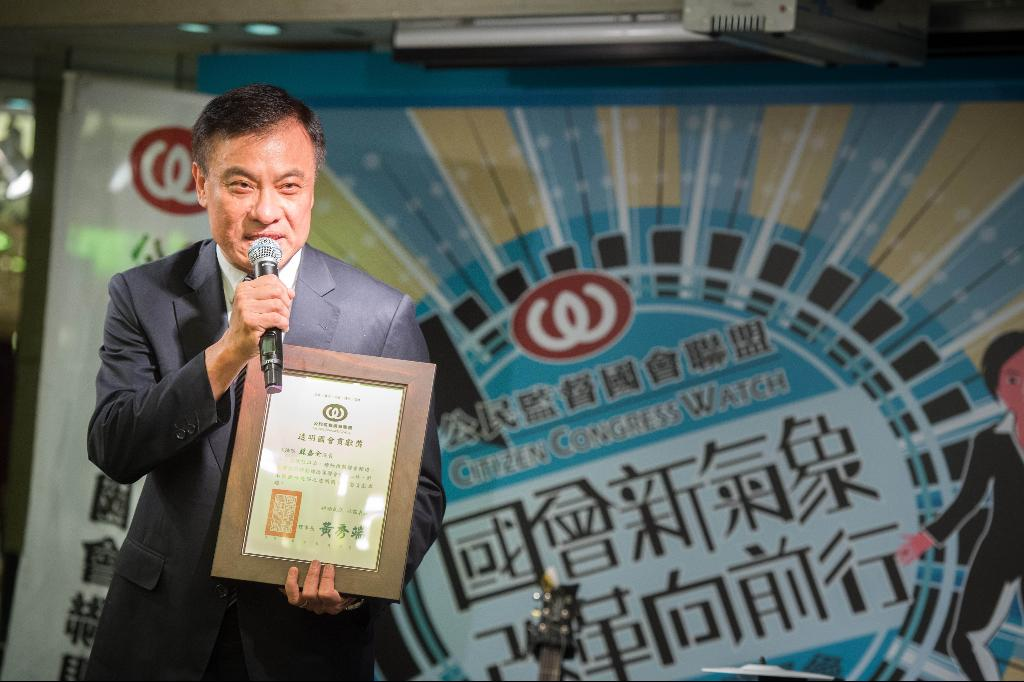
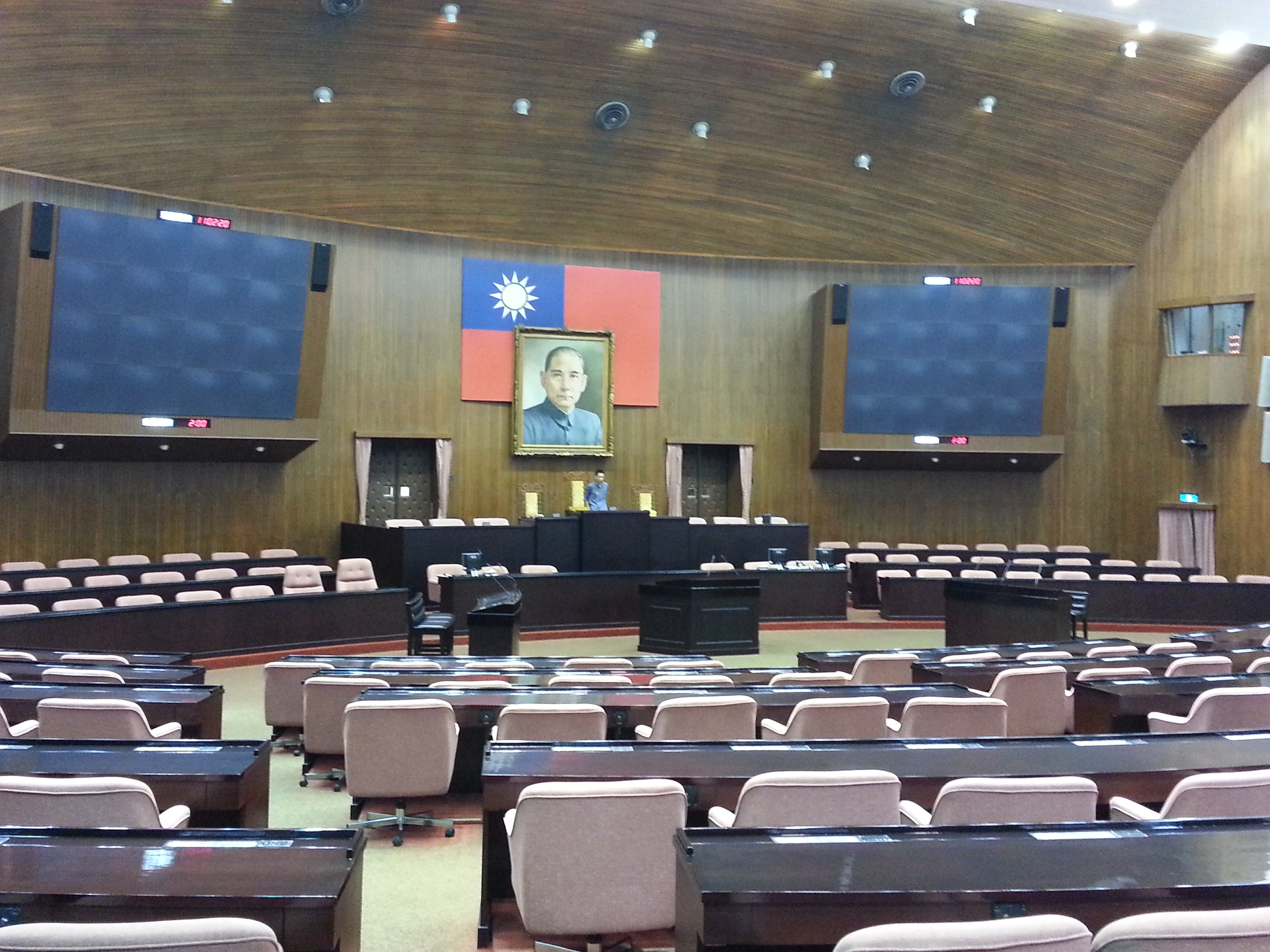